# Beckemeyer
Beckemeyer és una població dels Estats Units a l'estat d'Illinois. Segons el cens del 2000 tenia 1.043 habitants.

## Demografia
Segons el cens del 2000, Beckemeyer tenia 1.043 habitants, 405 habitatges, i 281 famílies. La densitat de població era de 821,8 habitants/km².
Dels 405 habitatges en un 37% hi vivien nens de menys de 18 anys, en un 52,1% hi vivien parelles casades, en un 13,1% dones solteres, i en un 30,4% no eren unitats familiars. En el 26,7% dels habitatges hi vivien persones soles el 12,6% de les quals corresponia a persones de 65 anys o més que vivien soles. El nombre mitjà de persones vivint en cada habitatge era de 2,58 i el nombre mitjà de persones que vivien en cada família era de 3,1.
Per edats la població es repartia de la següent manera: un 28% tenia menys de 18 anys, un 9,6% entre 18 i 24, un 29,2% entre 25 i 44, un 17,6% de 45 a 60 i un 15,5% 65 anys o més.
L'edat mediana era de 33 anys. Per cada 100 dones de 18 o més anys hi havia 92,6 homes.
La renda mediana per habitatge era de 36.607 $ i la renda mediana per família de 39.400 $. Els homes tenien una renda mediana de 31.534 $ mentre que les dones 23.125 $. La renda per capita de la població era de 17.039 $. Aproximadament el 5,9% de les famílies i el 8,2% de la població estaven per davall del llindar de pobresa.

## Poblacions més properes
El següent diagrama mostra les poblacions més properes.